# Infinity
För andra betydelser, se Infinity (olika betydelser).
Infinity är den amerikanska gruppen Journeys fjärde album, släppt 1978. Steve Perry var ny sångare för bandet och Gregg Rolie, som sjungit för bandet tidigare, fick nu endast spela keyboard (och dela på sången med Perry på låtarna "Feeling That Way" och "Anytime"). Skivan, som sålt i över 3,5 miljoner exemplar, anses vara ett av bandets bästa. Den nådde en 21:a plats på Billboard 200.
Låtarna "Wheel in the Sky", "Feeling That Way", "Anytime" och "Lights" släpptes som singlar. "Feeling That Way" och "Anytime" släpptes på samma singel och är ofta ihop-parade på radio och på konserter.

## Låtlista
1. "Lights" (Perry, Schon) - 3:11
2. "Feeling That Way" (Dunbar, Rolie, Perry) - 3:28
3. "Anytime" (Robert Fleischman, Roger Silver, Rolie, Schon) - 3:28
4. "La Do Da" (Valory) - 3:01
5. "Patiently" (Perry, Schon) - 3:21
6. "Wheel in the Sky" (Robert Fleischman, Diane Valory, Schon) - 4:12
7. "Somethin to Hide" (Perry, Schon) - 3:27
8. "Winds of March" (Schon, Matt Schon, Robert Fleischman, Perry, Rolie) - 5:04
9. "Can Do" (Perry, Valory) - 2:39
10. "Opened the Door" (Perry, Rolie, Schon) - 4:37

## Medverkande
- Steve Perry - sång
- Neal Schon - gitarr
- Gregg Rolie - keyboard (sång)
- Ross Valory - bas
- Aynsley Dunbar - trummor